# پرونوس

پرونوس (نام علمی:  Prunus L.) نام یک سرده از درخت‌ها و درختچه‌ها است. پرونوس شامل درخت‌های آلو، گیلاس، هلو، زردآلو و بادام می‌شود. در حدود ۴۳۰ گونه پرونوس وجود دارد. بسیاری از گونه‌های پرونوس برای تزئین یا میوه کشت می‌شوند. گونه‌های پرونوس برگریز یا همیشه سبز هستند.

## انواع پرونوس
تا به حال در حدود ۴۳۰ پرونوس شناسایی شده است که به شش زیرسرده تقسیم می‌شود.
- زیرسردهٔ Amygdalus: گونه‌های نمونه، بادام و هلو
- زیرسردهٔ Prunus/آلو (زیرسرده): گونه‌های نمونه، آلو و زردآلو
- زیرسردهٔ Cerasus / گیلاس (زیرسرده): گونه‌های نمونه، آلبالو
- زیرسردهٔ Lithocerasus:پرونوس پومیلا
- زیرسردهٔ پادوس/گیلاس‌های پرنده:گونه‌های نمونه، گیلاس پرنده
- زیرسردهٔ Laurocerasus :گونه‌های نمونه، پرونوس لاروسراسوس[۲]

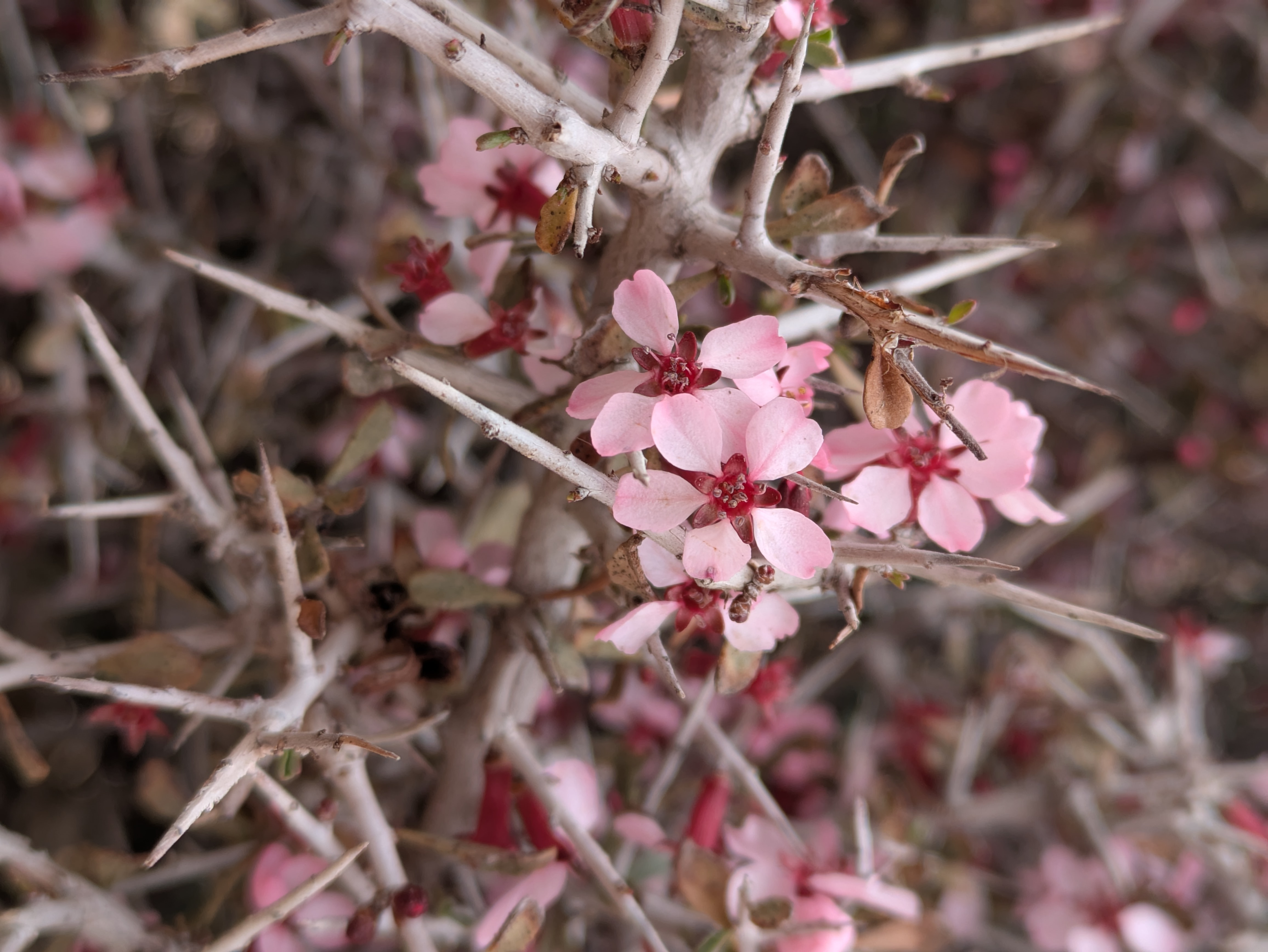
بادام خاکستری (پرونوس ایبورنیا) در بهبهان

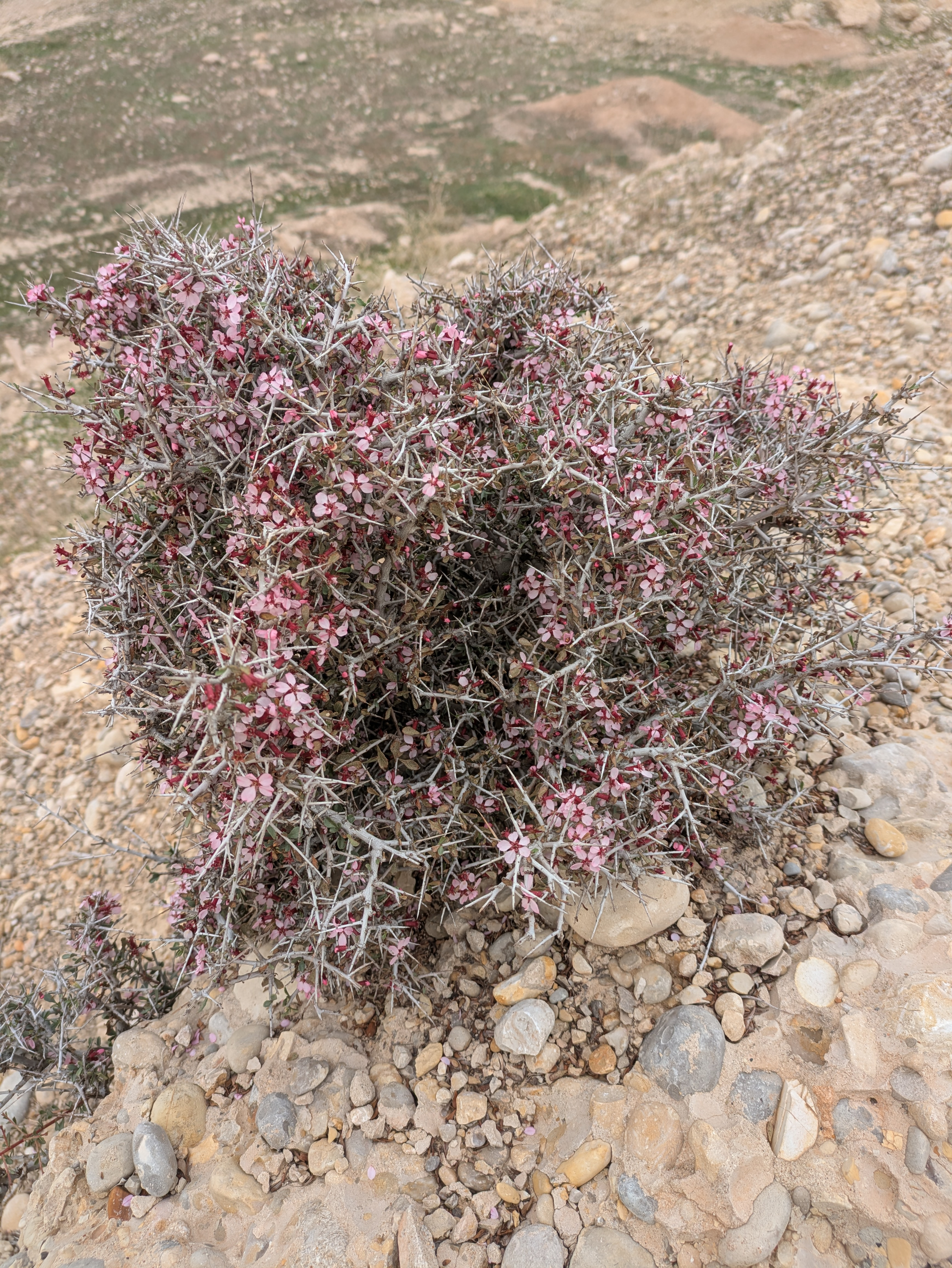
بادام خاکستری (پرونوس ایبورنیا) در بهبهان

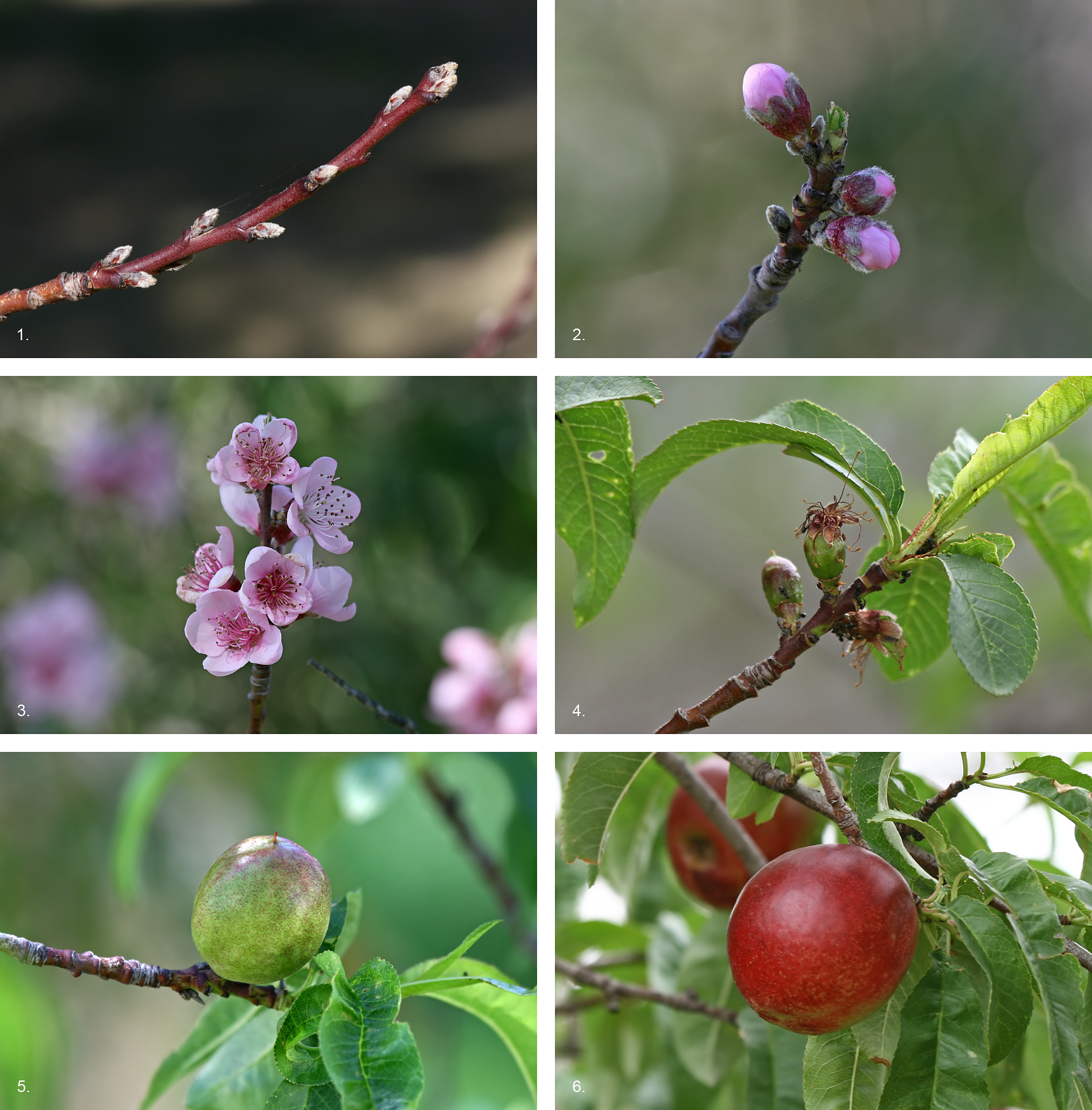
مراحل رشد شلیل نام علمی Prunus persica به مدت هفت ماه و نیم

## گونه‌ها
فهرست زیر ناکامل است و تنها نام علمی مشهورترین گونه‌ها آمده است.

### گونه‌ها در نیمکره شرقی
| Prunus africana پرونوس آفریکانا Prunus apetala پرونوس آپتالا Prunus armeniaca زردآلو Prunus avium گیلاس وحشی Prunus bifrons پرونوس بیفرونس Prunus buergeriana پرونوس بوئرگریانا Prunus campanulata کانهی-زاکورا Prunus canescens پرونوس کانسکنس Prunus cerasifera پرونوس سراسیفرا Prunus cerasoides گیلاس وحشی هیمالیایی Prunus cerasus آلبالو Prunus ceylanica پرونوس سیلانیکا Prunus cocomilia پرونوس کوکومیلیا Prunus cornuta پرونوس کورنوتا Prunus crassifolia پرونوس سراسسیفولیا Prunus davidiana پرونوس داویدیانا Prunus domestica آلو Prunus dulcis بادام | Prunus fruticosa پرونوس فروتیکوسا Prunus geniculata پرونوس جنیکولاتا Prunus glandulosa پرونوس گلاندولوسا Prunus gracilis پرونوس گراسیلیس Prunus grayana پرونوس گرایانا Prunus incana پرونوس اینکانا Prunus incisa گیلاس فوجی Prunus insititia پرونوس اینسیتیتیا Prunus italica پرونوس ایتالیکا Prunus jacquemontii پرونوس جاککیوامونتی Prunus japonica پرونوس جاپونیکا Prunus korshinskyi پرونوس کورشینسکیی Prunus laurocerasus پرونوس لائوراسراسوس Prunus lusitanica پرونوس ایوسیتانیکا Prunus maackii پرونوس ماکی Prunus mahaleb پرونوس ماهالب Prunus mandshurica زردآلوی منچوری | Prunus maximowiczii می‌یاما-زاکورا Prunus minutiflora پرونوس مینوتیفلورا Ume\|Prunus mume پرونوس مومه Prunus murrayana پرونوس مورایانا Prunus myrtifolia پرونوس میرتیفلورا Prunus nipponica پرونوس نیپونیکا Prunus occidentalis پرونوس اوسیدنتالیس Prunus padus گیلاس پرنده Prunus persica هلو Prunus pleuradenia پرونوس پلورادنیا Prunus pseudocerasus آلبالوی چینی Prunus prostrata پرونوس پروستراتا Prunus rivularis پرونوس ریولاریس Prunus salicina پرونوس سالیسینا Prunus sargentii اویاما-زاکورا Prunus serrula پرونوس سرولا Prunus serrulata ساکورا | Prunus sibirica پرونوس سیبیریکا Prunus simonii پرونوس سیمونی Prunus sogdiana پرونوس سوقددیانا Prunus speciosa گیلاس اوشیما Prunus spinosa پرونوس سپینوسا Prunus spinulosa پرونوس سپینولوسا Prunus ssiori پرونوس سیروی Prunus subhirtella پرونوس سابهیرتلا Prunus tenella بادام روسی Prunus tomentosa پرونوس تومنتوسا Prunus triloba گوجه گل Prunus ursina پرونوس اورسینا Prunus vachuschtii پرونوس واچوسچیتی Prunus verecunda پرونوس ورکوندا Prunus × yedoensis سومی-یوشینو Prunus zippeliana پرونوس زیپلینا Prunus laxinervis پرونوس لاگینرویس |

### گونه‌ها در نیمکره غربی
| Prunus alabamensis پرونوس آلابامنسیس Prunus alleghaniensis پرونوس آلگانینسیس Prunus americana پرونوس آمریکانا Prunus andersonii پرونوس آندرسونی Prunus angustifolia پرونوس آنگوستیفولیا Prunus besseyi پرونوس بسسی Prunus buxifolia پرونوس باکسفولیا Prunus caroliniana پرونوس کارولینیانا | Prunus emarginata پرونوس امراگینیا Prunus eremophila پرونوس ارموفیلا Prunus fasciculata پرونوس فاسسیکولاتا Prunus fremontii پرونوس فرمونتی Prunus havardii پرونوس هاواردی Prunus hortulana پرونوس هورتولانا Prunus huantensis پرونوس هوآنتنسیس Prunus ilicifolia پرونوس ایلیسیفولیا | Prunus integrifolia پرونوس اینتگرایفولیا Prunus maritima پرونوس ماریتیما Prunus mexicana پرونوس مکزیکانا Prunus munsoniana پرونوس مونسونیانا Prunus nigra پرونوس نیگرا Prunus pensylvanica پرونوس پنسیلوانیکا Prunus pumila پرونوس پومیلا Prunus rigida پرونوس ریگیدا | Prunus serotina پرونوس سروتینا Prunus sphaerocarpa پرونوس اسپائروکارپا Prunus subcordata پرونوس سابکورداتا Prunus texana پرونوس تگانا Prunus triloba پرونوس تریلوبا Prunus umbellata پرونوس اومبلاتا Prunus virginiana پرونوس ویرجینیانا |